# Barbara Kendall
Barbara Anne Kendall (ur. 30 sierpnia 1967 w Papakura) – nowozelandzka żeglarka sportowa, trzykrotna medalistka olimpijska.
Startowała w klasach windsurfingowych. Brała udział w pięciu igrzyskach (IO 1992, IO 1996, IO 2000, IO 2004, IO 2008), na trzech zdobywała medale, a w Atlancie był chorążym nowozelandzkiej reprezentacji. W 1992 triumfowała w klasie Lechner, podczas dwóch kolejnych startów stawała na podium w Mistralu. W Mistralu byłą mistrzynią świata w 1998, 1999 i 2002, a także srebrną (2003 i 2004) i brązową medalistką. W RS:X zdobyła dwa tytuły wicemistrzowskie (2007 i 2008).
Od 2005 roku jest członkiem Międzynarodowego Komitetu Olimpijskiego. Z racji tej funkcji jest również członkiem władz Nowozelandzkiego Komitetu Olimpijskiego.
Jej brat, Bruce Kendall, także był żeglarzem, dwukrotnym medalistą olimpijskim.